# Communauté de communes Jalle-Eau-Bourde
Die Communauté de communes Jalle-Eau-Bourde ist ein französischer Gemeindeverband mit der Rechtsform einer Communauté de communes im Département Gironde in der Region Nouvelle-Aquitaine. Sie wurde am 21. Dezember 1999 gegründet und umfasst drei Gemeinden. Der Verwaltungssitz befindet sich im Ort Cestas.

## Mitgliedsgemeinden
| Gemeinde                                | Einwohner 1. Januar 2022 | Fläche km² | Dichte Einw./km² | Code INSEE | Postleitzahl |
| --------------------------------------- | ------------------------ | ---------- | ---------------- | ---------- | ------------ |
| Canéjan                                 | 5.836                    | 12,00      | 486              | 33090      | 33610        |
| Cestas                                  | 16.757                   | 99,57      | 168              | 33122      | 33610        |
| Saint-Jean-d’Illac                      | 9.702                    | 120,58     | 80               | 33422      | 33127        |
| Communauté de communes Jalle-Eau-Bourde | 32.295                   | 232,15     | 139              | –          | –            |